# Wasilla
Wasilla är en stad (city) i Matanuska-Susitna Borough i delstaten Alaska i USA. Staden hade 9 054 invånare, på en yta av 34,01 km² (2020).
Staden är delstatens fjärde största efter folkmängd. Befolkningen har ökat snabbt; invånarantalet var 300 personer 1970, 4 028 personer 1990 och 7 831 personer 2010. Staden har fått sitt namn efter Wasilla, en lokal hövding över Dena'ina-folket. Wasilla är en anglifierad stavning av hövdingens ryska namn Васи́лий (Vasilij), vilket är en rysk motsvarighet till Basil.
Wasilla är beläget i Matanuska-Susitna-dalen i mitten av den södra delen av delstaten, cirka 50 kilometer nordost om den största staden Anchorage. Vidare ligger Wasilla cirka 910 kilometer nordväst om Alaskas huvudstad Juneau och cirka 450 kilometer från gränsen till Yukon i Kanada fågelvägen. Wasilla är inkluderat i storstadsområdet Anchorage Metropolitan Area, vilket hade ett invånarantal på 398 328 personer (2020).
En folkomröstning i Alaska (efter initiativ från allmänheten) 1994 om att flytta delstatens huvudstad till Wasilla från Juneau gav cirka 96 000 jaröster mot cirka 116 000 nejröster.
Den amerikanska politikern och tidigare vicepresidentkanditaten Sarah Palin tjänstgjorde som stadens borgmästare mellan oktober 1996 och oktober 2002.